# Станнид кальция
Станнид кальция — бинарное интерметаллическое неорганическое соединение
кальция и олова
с формулой CaSn,
кристаллы.

## Получение
- Сплавление стехиометрических количеств чистых веществ:

{\displaystyle {\mathsf {Ca+Sn\ {\xrightarrow {987^{o}C}}\ CaSn}}}

## Физические свойства
Станнид кальция образует кристаллы
ромбической сингонии,
пространственная группа C mcm,
параметры ячейки a = 0,4821 нм, b = 1,152 нм, c = 0,4349 нм, Z = 4,
структура типа борида хрома CrB
.
По другим данным — кристаллы
моноклинной сингонии,
параметры ячейки a = 0,4349 нм, b = 0,4841 нм, c = 0,6244 нм, β = 112,71°, Z = 2
.
Соединение образуется по перитектической реакции при температуре 987 °C .